# عبد الله النقبي
عبد الله علي حسن محمد النقبي (ولد في 28 أبريل 1993) هو لاعب كرة قدم إماراتي، يلعب في خط الوسط في نادي خورفكان الإماراتي.
لعب سابقاً في أندية الخليج والظفرة و الوصل وانتقل إلى نادي شباب الأهلي في عام 2018 وانتقل إلى نادي خورفكان في عام 2024.

## روابط خارجية
- عبد الله النقبي على موقع ناشيونال فوتبول تيمز (الإنجليزية)
- عبد الله النقبي على موقع Soccerway.com (الإنجليزية)